# Sapucaia (Rio de Janeiro)
Sapucaia – miasto i gmina w Brazylii, w stanie Rio de Janeiro. Znajduje się w mezoregionie Centro Fluminense i mikroregionie Três Rios.